# Ostrigarji
Ostrigarji (znanstveno ime Pleurotus) so rod gliv iz družine ostrigark (Pleurotaceae). Znanstveno ime je izpeljano iz starogrške besede πλευρόν: pleurón, ki pomeni rebro, stran in se nanaša na klobuke gob, ki so bočno pritrjeni na podlago.

## Značilnosti
Skupne lastnosti ostrigarjev so klobuki, ki so stransko pritrjeni na podlago ali pa imajo bet, ki je na klobuk pritrjen ekscentrično in je poraščen z lističi. Trosni prah je bele barve. Trosi so gladki, valjasti in podolgovati. Med celicami posameznih hif so zaponke.
Ostrigarje najdemo tako v tropskem kot v zmernem podnebju po vsem svetu. Večina vrst razgrajuje les listavcev, čeprav najdemo nekatere tudi na iglavcih. Možinin ostrigar (Pleurotus eryngii) je nenavaden, saj je šibek parazit zelnatih rastlin.
Poleg tega, da so gniloživke, so vse vrste ostrigarjev tudi nematofagi, saj lovijo nematode (ogorčice) tako, da jih paralizirajo s toksinom.
 Na primeru bukovega ostrigarja (Pleurotus ostreatus) je bilo dokazano, da majhne, krhke strukture v obliki lizike na hifah gliv vsebujejo učinkovino, ki moti celovitost celične membrane nematod, kar povzroči hitro smrt organizma. Ni še jasno ali gliva to počne zaradi obrambe ali pridobivanja hranil.
Ostrigarji so ene izmed najpogosteje gojenih in cenjenih užitnih gob na svetu.
Ostrigarji so bili uspešno uporabljeni pri remediaciji podlag onesnaženih z nafto in policikličnimi aromatskimi ogljikovodiki.

## Seznam ostrigarjev Slovenije[12]
- trepetlikin ostrigar (Pleurotus calyptratus)
- citronasti ostrigar (Pleurotus citrinopileatus)
- golobičji ostrigar (Pleurotus columbinus)
- trobljasti ostrigar (Pleurotus cornucopiae)
- hrastov ostrigar (Pleurotus dryinus)
- možinin ostrigar (Pleurotus eryngii)
- koromačev ostrigar (Pleurotus ferulaginis)
- rdeči ostrigar (Pleurotus flabellatus)
- gorski ostrigar (Pleurotus nebrodensis)
- bukov ostrigar (Pleurotus ostreatus)
- topolov ostrigar (Pleurotus populinus)
- poletni ostrigar (Pleurotus pulmonarius)